# Ruta del romànic

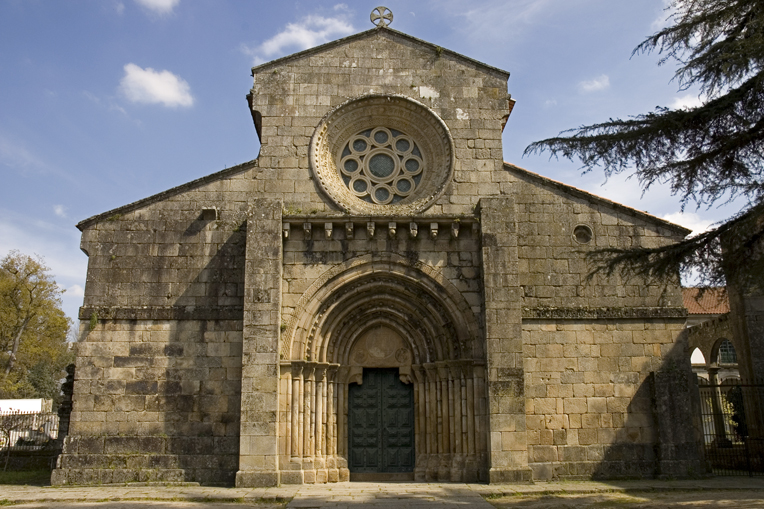
Monestir de Salvador de Paço de Sousa, un dels 58 monuments dins de la ruta

La Ruta del romànic és una ruta turisticocultural, composta per 58 monuments d'estil romànic de la regió del Tâmega i Sousa, a Portugal.
La Ruta del romànic va sorgir a partir de la necessitat d'aprofitar el potencial de qualificació cultural i turística i desenvolupar de manera sostenible la regió. Fou creada gràcies al Pla de Desenvolupament Integrat del Vale do Sousa, en col·laboració amb l'Institut Portugués del Patrimoni Arquitectònic (IPPAR) i la Direcció General d'Edificis i Monuments Nacionals (DGEMN). A hores d'ara, als 19 monuments inicialment identificats se n'ajunten dos més.
Gràcies a la creació d'aquesta ruta, els monuments inclosos han estat restaurats.
El març de 2010, s'amplià la Ruta del romànic a tots els municipis de la subregió del Tâmega, passant de sis a dotze membres. Als municipis pertanyents a l'Associació de Municipis del Vale do Sousa, s'ajuntaren els municipis d'Amarante, Baião, Celorico de Basto, Marco de Canaveses, de l'Associació de Municipis del Baix Tâmega, i també Cinfães i Resende.
La Ruta del romànic rebé, també, molts premis nacionals i internacionals.

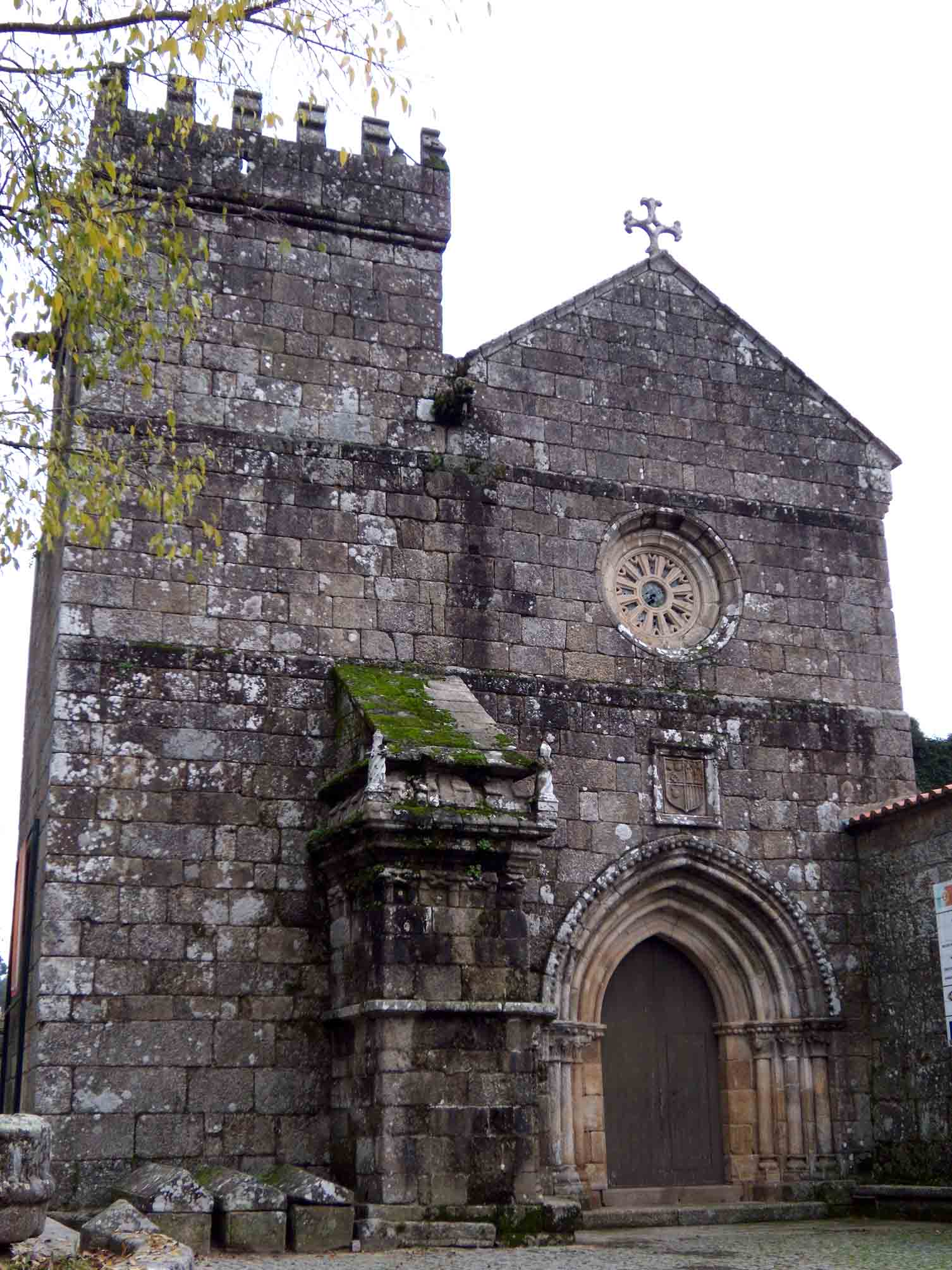
Església romànica de Cete, un dels 58 monuments dins de la ruta

## Monuments

### Felgueiras
- Monestir de Pombeiro, Pombeiro de Ribavizela
- Església de Sâo Vicente de Sousa
- Església de Salvador d'Unhão
- Església de Santa Maria d'Airães
- Església de Sâo Mamede de Vila Verde

### Lousada
- Pont de la Veiga
- Torre de Vilar
- Església de Salvador d'Aveleda
- Pont de Vilela
- Església de Santa Maria (Meinedo)
- Pont d'Espindo

### Paços de Ferreira
- Església de Sâo Pedro de Ferreira

### Paredes
- Torre dos Alcoforados (Torre de Lordelo, Torre Alta, Torre dos Mouros)
- Capella da Senhora da Piedade da Quintã
- Església de Sâo Pedro de Cete
- Torre del Castell d'Aguiar de Sousa
- Ermita de Nossa Senhora do Vale

### Penafiel
- Monestir de Paço de Sousa
- Memorial d'Ermida
- Església Parroquial d'Abragão
- Església de Sâo Gens de Boelhe
- Església de Salvador de Cabeça Santa
- Església de Sâo Miguel d'Entre-os-Rios

### Castelo de Paiva
- Memorial de Sobrado

### Cinfães
- Església de Nossa Senhora da Natividade de Escamarão
- Església de Santa Maria Maior de Tarouquela, Tarouquela
- Església de Sâo Cristóvão de Nogueira

### Resende
- Pont de Panchorra, Panchorra
- Monestir de Santa Maria de Cárquere, Cárquere
- Església de Sâo Martinho de Mouros, Sâo Martinho de Mouros
- Església de Santa Maria de Barrô, Barrô

### Baião
- Església de Sâo Tiago de Valadares
- Pont d'Esmoriz
- Monestir de Santo André d'Ancede

### Marco de Canaveses
- Capella da Senhora da Livração de Fandinhães
- Memorial d'Alpendorada
- Monestir de Santa Maria de Vila Boa do Bispo
- Església de Santo André de Vila Boa de Quires
- Església de Santo Isidoro de Canaveses
- Església de Santa Maria de Sobretâmega
- Església de Sâo Nicolau de Canaveses
- Església de Sâo Martinho de Soalhães
- Església de Salvador de Tabuado
- Pont de l'Arc, Folhada

### Amarante
- Església de Santa Maria de Jazente
- Pont de Fundo de Rua
- Església de Santa Maria de Gondar
- Església de Salvador de Lufrei
- Església de Salvador de Real
- Monestir de Salvador de Travanca
- Monestir de Sâo Martinho de Mancelos
- Monestir de Salvador de Freixo de Baixo
- Església de Santo André de Telões
- Església de Sâo Joâo Baptista de Gatão

### Celorico de Basto
- Castell d'Arnoia
- Església de Santa Maria de Veade
- Església de Salvador de Ribas
- Església de Salvador de Fervença